# 翼はなくても
「翼はなくても」（つばさはなくても）は、小松未歩の20枚目のシングル。2003年11月26日にGIZA studioより発売された。規格品番はGZCA-7035。

## 概要
- ラブバラードセレクションアルバム『lyrics』、エッセイ集『ヘンな物さし。』の3作品同時発売となった。
- シングルとしてはデビューシングル「謎」から9枚目のシングル「風がそよぐ場所」までのアレンジャーであった古井弘人を、約4年半振りにアレンジャーに迎えた作品である。「I'll tell you」は岡本仁志がアレンジしており、GARNET CROWの男性メンバー陣をアレンジャーに迎えた作品でもある。

## 収録曲
全作詞／小松未歩
1. 翼はなくても　作曲:小松未歩 / 編曲:古井弘人
出版者:ギザミュージック
2. I'll tell you　作曲:小松未歩 / 編曲:岡本仁志
出版者:ギザミュージック
3. 遠い空で　作曲:吉江一男・小松未歩 / 編曲:池田大介
DEENの14thシングル「遠い空で」のセルフカバー。[2]
小松による楽曲では、現在のところ唯一、作曲が共作である。
作曲の過程は、先に吉江が作ったメロディーを、小松が膨らませて作成された。
出版者:ビー企画室（ヅァインミュージック）
4. 翼はなくても -Instrumental-

## 収録アルバム
- 『小松未歩 7 〜prime number〜』(#1)、同アルバムには、「翼はなくても 〜Extravagant MIX〜」なる同曲のリミックスも収録されている。
- 『小松未歩 ベスト 〜once more〜』(#1)
- 『DEEN The Best キセキ』【初回限定盤】(#3) - 初回限定盤のPremium Discは、DEENへの楽曲提供者によるセルフカバー集であり、小松によるセルフカバーは本曲を含め3曲収録されている。
- 『DEEN The Best FOREVER 〜Complete Singles +〜』【初回限定盤】(#3) - 初回限定盤のPREMIUM DISCは、DEENへの楽曲提供者によるセルフカバー集であり、小松によるセルフカバーは本曲を含め4曲収録されている。